# Pueblo jie
El pueblo jie también es conocido como jiye, djie, die, djiwe, adji, aji, ngie o ngijiye. Es un pueblo nilótico oriental que habita al noreste de Uganda. Tienen un origen común con el pueblo dodoth y el karimoyón de los que se habrían separado en el siglo XVII. Desde entonces están fuertemente emparentados con los turkanas.

## Historia
Se establecieron en el monte Koten y en las colinas Magos sobre el siglo XVII. Tienen por vecinos a los dodoth al norte y los karimoyón al sur, con los que mantienen una rivalidad ancestral. Con otros vecinos como el pueblo teso tienen un pasado común en el movimiento poblacional original de los pueblos nilóticos entre los años 1000 a 1600.
Sus aliados y parientes son los turkana. También mantienen lazos de amistad con el pueblo labwor.
A lo largo de la historia se aliaron en algunas ocasiones con los lango para hostilizar al pueblo acholi.

## Sociedad
Viven en comunidades autónomas y se organizan en clases de edad. Como la mayoría de los pueblos nilóticos tienen clanes patrilineales.

## Economía
Viven de la cría de ganado y la agricultura.
Las vacas son un signo de riqueza y su propiedad es central en la economía y la cultura jie. Cultivan verduras y granos.

## Religión
Comparten el universo espiritual étnico de los karimoyón. Poseen un calendario de rituales dedicados a favorecer la fertilidad y las lluvias. Todos los varones iniciados participan de una celebración a comienzos de la temporada de precipitaciones en marzo. Los rituales ganaderos se realizan durante la trashumancia al este. La divinidad principal es Akuj.